# Drymonia concolor
Drymonia concolor är en fjärilsart som beskrevs av Daniel 1939. Drymonia concolor ingår i släktet Drymonia och familjen tandspinnare. Inga underarter finns listade i Catalogue of Life.